# Za Górą (Zagaje)
Za Górą – osada wsi Zagaje w Polsce, położona w województwie świętokrzyskim, w powiecie jędrzejowskim, w gminie Jędrzejów.

W latach 1975–1998 osada należała administracyjnie do województwa kieleckiego.